# ワード号事件
ワード号事件（ワードごうじけん）とは、1941年12月7日（日本時間1941年12月8日）に行われた日本海軍航空隊の真珠湾攻撃前に、アメリカ領海内で日本海軍所属の特殊潜航艇「甲標的」がアメリカ海軍所属のウィックス級駆逐艦「ワード」(USS Ward, DD-139)（発音は「ウォード」がより近い）に攻撃、撃沈された事件。

## 事件の経緯

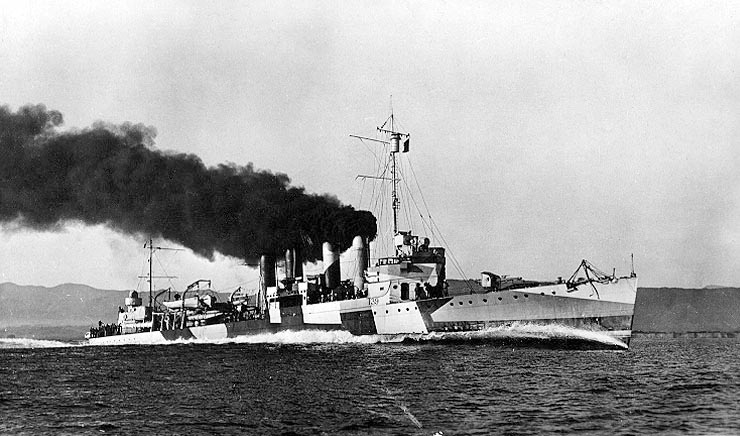
駆逐艦ワード。

1941年11月25日にはルーズベルト大統領は、キンメル（海軍大将・米太平洋艦隊司令長官兼合衆国艦隊司令長官）に、日本の攻撃が差し迫っているという警告を与えており、これを受けてキンメル大将は日本軍による奇襲を警戒し「国籍不明の敵対的行動にも躊躇せず攻撃せよ」との事前通告を出していた。
12月7日（日本時間1941年12月8日）先述した甲標的がアメリカ領海内のハワイ準州の真珠湾周辺にある航行制限区域に侵入していた。現地時間12月7日4時8分、先述したウィックス級駆逐艦であった「ワード」(USS Ward, DD-139)（艦長ウィリアム・W・アウターブリッジ大尉）の当直乗組員が交代しようとしたまさにその時、特設沿岸掃海艇コンドル (USS Condor, AMc-14) から正体不明の潜水艦を発見したとの報告が入り、30分ほど警戒したものの、コンドルからの続報はなかった。。
6時30分、米一般消耗品補給艦アンタレス(USS Antares, AKS-3)とすれ違った。アンタレスは500トン級バージを曳航しており、それ自体は普通ならば何気ない光景であったものの、この時ばかりは違っていた。ワードの乗組員は目視でアンタレスとバージの間に動くブイのようなものを発見し、双眼鏡で詳しく観察すると、それは潜水艦の司令塔のように見えた。ワードは警戒を厳重にしたうえで観察を続けた。やがて、上空にはPBY カタリナが飛来し、アンタレスもようやく謎の物体に気付いてワードに注意の信号を出し続けていた。ワードは20ノットの速度で物体に接近していき、6時45分、距離わずか100メートルで射撃を開始した。3発のうち1発が「司令塔」に命中して物体は沈み始めた。ワードが最接近して4発の爆雷を投下すると黒い液体が流出し、物体は二度と海面上にその姿を見せることはなかった。これは日本海軍の空爆開始の少なくとも45分以上前になされた。同艦では4インチ砲が命中し、その後海上に重油のようなものが流出したのを視認したため標的を撃沈したものと判断したが、正確な戦果としては不明であったため、アメリカ海軍でも現在に至るまで公式の戦果として認められていない
なおここで「航行制限区域」とは、アメリカ国籍であっても潜水艦の潜航が完全に禁止される区域のことであり、艦の一部と潜望鏡だけを海上に出して航行していた特殊潜航艇はそれだけで敵対勢力に属する艦船であると判断された。実際特殊潜航艇はアメリカ領海内を領海侵犯している状態で、明らかに攻撃の意思を持って真珠湾に向かって進撃しており、仮にこれを警告なしに砲雷撃したとしても、国際慣習法上これは正当な防衛行為（不審船の撃沈）に相当すると解される。
なお、ワード号は攻撃後の6時53分、ワードは真珠湾の太平洋艦隊司令部に「防衛海域を航行中の潜水艦1隻を攻撃、砲撃と爆雷投下を行った」と報告したが、同海域では鯨などに対する誤射がしばしばあったことからその重要性は認識されず、また通報自体暗号文での送信であり平文への展開に手間取ったこともあり、キンメル大将への報告は大きく遅延、日本軍の奇襲を事前に察知する機会を逸した。
なお、日本陸軍は日本時間12月8日午前1時30分（ハワイ時間7日午前5時30分）には、イギリスの植民地であったマレー半島に上陸しており（マレー作戦）、これはワード号事件が起きるよりも早く大東亜戦争の戦端はこちらとなるが、マレー作戦開始の事実はまだアメリカ軍に知らされていなかった。

## ワード号のその後
なお、ワード号は高速輸送艦（APD）に改装されて太平洋戦争に投入されたが、事件からちょうど3年目の1944年12月7日、レイテ島攻略作戦に参加中にオルモック湾で日本陸軍の特攻機の攻撃を受けて大破し、僚艦「オブライエン (DD-725)」の砲撃により撃沈処分された。「オブライエン」の艦長は事件当時に「ワード」の艦長だったアウターブリッジ少佐であった。